# Olutoyin Augustus
Pour les articles homonymes, voir Augustus.
Olutoyin « Toyin » Augustus  (née le 24 décembre 1979 à Oyo) est une athlète nigériane, spécialiste du 100 mètres haies. 

## Biographie
Elle remporte le titre du 100 m haies lors des championnats d'Afrique 2006, à Bambous, dans le temps de 13 s 44, et obtient la médaille d'argent lors de l'édition suivante, en 2008. Elle remporte les Jeux africains de 2007.
Elle fait son retour sur les pistes en 2016 lors des Championnats d'Afrique où elle réalise 14 s 10.

### Palmarès
| Date | Compétition                | Lieu        | Résultat | Épreuve     | Temps   |
| ---- | -------------------------- | ----------- | -------- | ----------- | ------- |
| 2006 | Championnats d'Afrique     | Bambous     | 1re      | 100 m haies | 13 s 44 |
| 2006 | Coupe du monde des nations | Athènes     | 8e       | 100 m haies | 13 s 27 |
| 2007 | Jeux africains             | Alger       | 1re      | 100 m haies | 13 s 23 |
| 2008 | Championnats d'Afrique     | Addis-Abeba | 2e       | 100 m haies | 13 s 12 |

### Records
| Épreuve     | Performance | Lieu   | Date         |
| ----------- | ----------- | ------ | ------------ |
| 100 m haies | 12 s 85     | Nantes | 24 juin 2009 |